# Гейковка (село)
Гейковка (укр. Гейківка) — село,
Гейковский сельский совет,
Криворожский район,
Днепропетровская область,
Украина.
Код КОАТУУ — 1221881401. Население 128 человек. Население по переписи 2001 года составляло 238 человек.

## Географическое положение
Село Гейковка примыкает к сёлам Кривбасс и Ранний Ранок,
на расстоянии в 1 км расположены сёла Новый Мир и Червоный Ранок (Широковский район).
Рядом проходит железная дорога, станция Гейковка.

## История
- 1995 — посёлок Гейковка получил статус село.